# Línea 1 (Bus Guadalajara)
La línea 1 es una línea regular llamada CIRCULAR 1 de la ciudad de Guadalajara (España). Es operada por la empresa ALSA.
Realiza el recorrido comprendido entre Francisco Aritio y regresando nuevamente a Francisco Aritio. Tiene una frecuencia media de 15 minutos.

## Recorrido íntegro
- Línea C1 en la estación RENFE de Guadalajara, agosto 2021C/ Franciso Aritio (Frente Renfe)

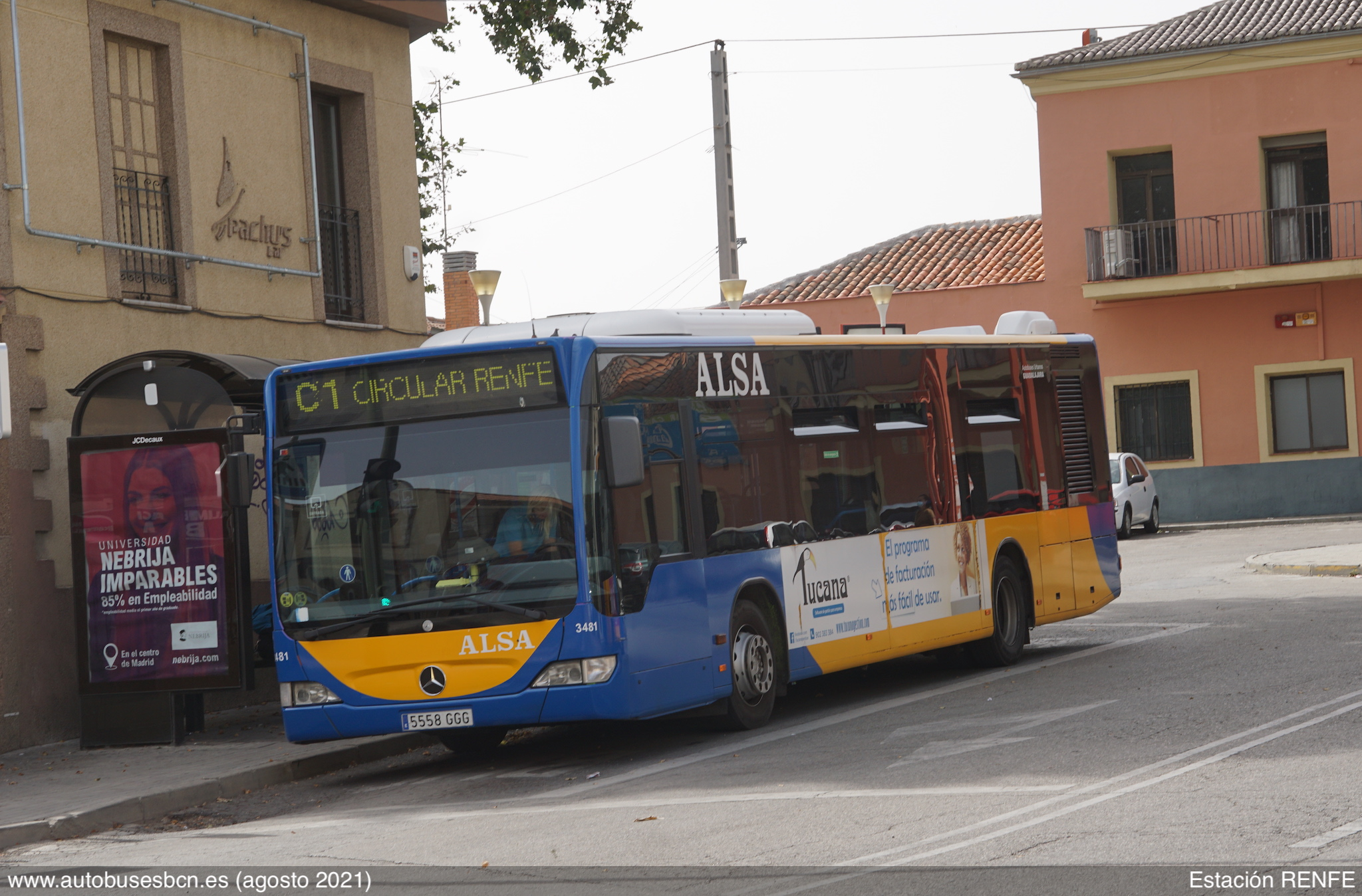
Línea C1 en la estación RENFE de Guadalajara, agosto 2021

- C/ Francisco Aritio (Antes Paseo Estación)
- C/ Dos de Mayo (Después de Pedro Sanz Vázquez)
- C/ Dos de Mayo (Estación de Autobuses)
- C/ Bulevar de Entrepeñas (Después Avda. del Vado)
- C/ Bulevar de Entrepeñas (Después Avda. Atance)
- C/ Bulevar de Entrepeñas (Después Avda. Bujeda)
- C/ Bulevar Clara Campoamor (Antes Avda. Federica Montseny)
- C/ Bulevar Clara Campoamor (Antes Avda. Concepción Arenal)
- Avenida Concepción Arenal (Antes Avda. Salinera)
- Bulevar de las Sirenas (Después de Prado Taracena)
- Bulevar Alto Tajo (Después Avda. Francia)
- Bulevar Alto Tajo (Después Avda. Tejera Negra)
- Bulevar Alto Tajo (Después c/ San Isidro)
- C/ San Isidro (Frente c/ Timanfaya)
- C/ Cáceres (Glorieta Badajoz)
- C/ Cuesta Hita (Antes Avda. Barcelona)
- Avda. Barcelona (Antes c/ Alamin)
- Avda. Barcelona (Antes c/ Valencia)
- Avda. Barcelona (Antes c/ Santander)
- Avda. Venezuela (Cruz Roja)
- Avda. Venezuela (colegio)
- C/ Ricardo Velázquez Bosco (Antes Avda. Juan Pablo II)
- C/ Sta. María Micaela n.º 48
- C/ Sta. María Micaela (Colegio)
- C/ Ferial n.º 64
- C/ Toledo n.º 46
- HOSPITAL
- C/ Toledo (Frente Felipe Solano Antelo)
- C/ Toledo (Frente Salesianos)
- Avenida Castilla (Pistas Polideportivas)
- Avenida Castilla n.º 7
- C/ Constitución (Junto Avda. Castilla)
- C/ Constitución n.º 16
- C/ Julián Besteiro n.º 4
- C/ Julián Besteiro n.º 14 (Campo Futbol)
- C/ Camilo José Cela
- C/ Camilo José Cela (Junto Travesía José Cela)
- C/ Camilo José Cela (Antes c/ Regino Pradillo)
- C/ Camilo José Cela (Junto c/ Maestro Pinilla)
- RENFE